# António José de Almeida
António José de Almeida (27. července 1866 Penacova – 31. října 1929 Lisabon) byl portugalský politik. V letech 1919–1923 byl prezidentem Portugalska. V letech 1916–1917 byl portugalským premiérem. Byl též ministrem vnitra, ministrem kolonií a ministrem financí.

## Život
Vystudoval lékařství na univerzitě v Coimbře, absolvoval roku 1895. Chtěl na univerzitě učit, ale bylo mu to znemožněno, kvůli tomu, že již na studiích byl zaníceným republikánem a strávil za urážku krále v článku Bragança, o último i tři měsíce ve vězení (u soudu ho tehdy obhajoval budoucí prezident Manuel de Arriaga). V roce 1896 tedy odešel do Angoly a poté se usadil ve Svatém Tomáši, kde sedm let působil jako lékař. Do Lisabonu se vrátil 22. července 1903. Po stáži ve Francii si založil lékařskou praxi na lisabonské ulici Rua do Ouro, později se přestěhoval na Praça de Camões. Získal si pověst "lékaře chudých". Po návratu se také ihned zapojil do politiky v barvách Republikánské strany a začal publikovat v deníku O Mundo. Roku 1906 za ni byl zvolen do parlamentu. V roce 1907 se stal svobodným zednářem. Roku 1908 byl nakrátko zatčen. Založil republikánský časopis Alma Nacional a později noviny República. Byl jedním z nejvýmluvnějších republikánských tribunů v revoluci 5. října 1910.
Po vzniku republiky byl jmenován ministrem vnitra. V této funkci byl v roce 1911 zakladatelem jak univerzity v Lisabonu, tak univerzity v Portu. Vedl umírněné křídlo portugalské republikánské strany, které se postavilo proti Afonso Costovi. Umírnění zvolili Manuela de Arriagu za prvního prezidenta, který tak porazili kandidáta Afonse Costy Bernardina Machada. Almeida pak 24. února 1912 založil vlastní stranu, Evoluční, která byla v opozici. Po vypuknutí první světové války podporoval účast Portugalska v ní na britské straně. Dne 12. června 1916 se stal ministrem financí, ministrem kolonií a také 96. premiérem Portugalska. V roce 1919 se Evoluční strana a Republikánská unie Manuela de Brita Camacha spojily a vytvořily novou Republikánskou liberální stranu, která vyhrála parlamentní volby. Díky tomu byl Almeida 6. srpna 1919 zvolen 6. prezidentem republiky a byl jediným prezidentem první republiky, který dokončil celý čtyřletý mandát. O míře nestability v tomto období svědčí, že Almeida během čtyř let uvedl do úřadu šestnáct předsedů vlád. Několikrát kvůli politickému chaosu i hrozil rezignací. Politicky významnou byla jeho návštěva Brazílie v roce 1922, během stého výročí nezávislosti této země na Portugalsku. Byl to jeden z momentů, kdy předvedl své řečnické mistrovství.
Poté, co byl 5. října 1923 ve funkci nahrazen Manuelem Teixeirou Gomesem, působil hlavně jako publicista v deníku República. Onemocněl dnou, kvůli které strávil své poslední roky na invalidním vozíku.